# Murski Petrovci
Murski Petrovci este o localitate din comuna Tišina, Slovenia, cu o populație de 125 de locuitori.